# Кутија
Кутија је врста предмета у облику правоугаоног паралелопипеда, најчешће са поклопцем, који служи за складиштење или преношење других ствари. Величине кутија варијају у зависности од њихове употребе, од неколико десетина центиметара до неколико метара. Кутије се праве од различитих материјала, па се тако нпр. за селидбе и преношење лаких ствари користе картонске кутије, док се за неке теже ствари могу користити пластичне или металне кутије са ојачањима у виду шрафова, брава и других сигурносних елемената.